# Pivampicilină
Pivampicilina este un antibiotic din clasa penicilinelor cu spectru larg, utilizat în tratamentul unor infecții bacteriene. Este un derivat al ampicilinei, un promedicament de tip  ester cu acid pivalic.

## Reacții adverse
Poate produce deficit de carnitină.